# Winkler County
Winkler County je okres ve státě Texas v USA. K roku 2010 zde žilo 7 110 obyvatel. Správním městem okresu je Kermit. Celková rozloha okresu činí 2 178 km².